# Michael R. Rose
Michael Robertson Rose (* 1955) ist ein britischer Evolutionsbiologe.

## Werdegang und Werk
Rose wurde 1979 an der University of Sussex in Biologie promoviert. Seine wissenschaftlichen Arbeiten zur Dissertation wurden von Brian Charlesworth und John Maynard Smith betreut. Danach arbeitete Rose drei Jahre an der University of Wisconsin–Madison. Von 1981 bis 1985 war er Assistant Professor und von 1985 bis 1988 Associate Professor an der Dalhousie University in Halifax. 1986 wechselte er an die University of California, Irvine, wo er bis 1990 Associate Professor war. Seit 1990 ist er dort ordentlicher Professor für Biologie.
Der Schwerpunkt von Roses Forschungen sind Alterungsprozesse. Bekannt wurde er durch Versuche mit Taufliegen, deren Lebenserwartung er verdoppeln konnte. Von Rose stammt der Begriff der Antagonistischen Pleiotropie. Er hat mehrere Bücher zur Evolutionsbiologie verfasst.

## Bücher
- M. R. Rose: Evolutionary biology of aging. Oxford University Press, 1991, ISBN 0-195-06133-0 eingeschränkte Vorschau in der Google-Buchsuche
- M. R. Rose: Darwin's spectre: evolutionary biology in the modern world. Princeton University Press, 1998, ISBN 0-691-01217-2 eingeschränkte Vorschau in der Google-Buchsuche. (dt. Darwins Welt : von Forschern, Finken und Evolution. Stuttgart: dva, 2002. Taschenbuchausg.: München: Piper, 2003 (Serie Piper; 3679). ISBN 3-492-23679-0.)
- M. R. Rose: Darwins Schatten. DVA, 2001, ISBN 3-421-05383-9
- M. R. Rose und L. D. Mueller: Evolution and Ecology of the Organism. Benjamin Cummings, 2005, ISBN 0-130-10404-3
- M. R. Rose: The Long Tomorrow: How Advances in Evolutionary Biology Can Help Us Postpone Aging. Oxford University Press,  2005, ISBN 0-195-17939-0
- T. Garland, T. Garland und M. R. Rose (Herausgeber): Experimental Evolution: Concepts, Methods, and Applications of Selection Experiments. University of California Press, 2009, ISBN 0-520-26180-1